# 松本芳翠
松本 芳翠（まつもと ほうすい、明治26年（1893年）1月29日 - 昭和46年（1971年）12月16日）は、愛媛県伯方島生まれの日本の書家。
日本芸術院会員。本名・英一。字・子華。別号・樗盦・二葉・栖霞山人・來吉齋。法号・書海院徳藝芳翠大居士。

## 生涯
1907年（明治40年）今治中学校を中退、加藤芳雲に師事。1910年（明治43年）明治薬学校（現明治薬科大学）卒。1911年（明治44年）近藤雪竹に師事。1914年（大正3年）日下部鳴鶴に師事。
1916年（大正5年）日本郵船に入社。1921年（大正10年）「書海社」を設立し、競書誌「書海」を発行。1922年（大正11年）平和記念東京博覧会で、一等賞金牌受賞。
1928年（昭和3年）戊辰書道会を創立、理事となる。1930年（昭和5年）同会は日本書道作振会と合併し泰東書道院となる（のち日本書道美術院）。1932年（昭和7年）東方書道会を創立。
1948年（昭和23年）日展審査員。1949年（昭和24年）高塚竹堂らと共に書道同文会を創設。1950年（昭和25年）日展運営会参事。
1955年（昭和30年）「雄飛（大鵬一舉九萬里）」楷書八尺で芸術選奨文部大臣賞受賞。
1958年（昭和33年）日展評議員。1960年（昭和35年）「談玄観妙」で日本芸術院賞。1969年（昭和44年）日展参与。
1970年（昭和45年）紺綬褒章受章。1971年（昭和46年）日本芸術院会員就任。財団法人 書海社初代理事長。
一門に、中平南谿、津金寉仙、中台青陵、谷村憙斎、曽根翠苑、村上孤舟、細井恵山、山田松鶴、櫛淵蓬山、田村嶺風、近藤露石、青柳静波、大内枝翠、松永鶴雲、石川芳雲、吉田浩堂、吉田栖堂、前田篤信、山崎昇堂、新倉禾亭、知久聖風、関口龍雲らがいる。
これら門人から、幾多もの会派が派生した。
谷村憙斎　奈良県出身　国学院大学文学部卒業　松本芳翠の娘婿　松本芳翠没後一般財団法人 書海社2代目理事長　東方書道院最高会議員　読売書法会参事(1984年より毎日書道会から読売書法会へ移行)　西冷印社名誉社員　日本書道教育会議副理事長　全日本書道連盟副理事長　成田山書道美術館顧問
吉田栖堂　1949年(昭和24年)玄海社(毎日書道展参画)創立　東方書道院同人審査員　葛飾区書道連盟創立初代理事長
新倉禾亭　1966年(昭和41年)洗心書会創立　文部省公認新興書道会教師試験審査顧問　図南書道会審査顧問　葛飾区書道連盟相談役
山田松鶴　1975年(昭和50年)鶴心書道会(産経国際書展参画)創立　産経国際書会副会長　東方書道院同人審査員　全国書写書道研究会参与
山崎昇堂　1977年(昭和52年)日藝社創立。
前田篤信　1989年(平成元年)日本賞状技法士協会創立。
特に吉田栖堂が創立した全盛期の玄海社は、役員として顧問に松本芳翠、青山杉雨、石井双石、沖六鵬、川村驥山、中村素堂、豊道春海、松井如流、本田霞峰、客員に山田松鶴、高野流居、参事に新倉禾亭、山崎昇堂、前田篤信、知久聖風、大川虚舟、理事に関口龍雲、豊平峰雲、三上栖蘭、幹事に武藤春卿、審査員に谷村憙斎、中平南谿、という錚々たる書の大家らが名を連ねていたが、吉田栖堂没後に書道玄海社として引き継いだ三上栖蘭の失明により、玄海社は2023年(令和5年)3月を以て約72年続いた歴史に幕を下ろし、創玄書道会の金子鷗亭、明石春浦の系列会派である星野聖山が率いる聖筆会(毎日書道展参画)に統合された。ただし星野聖山は2025年(令和7年)4月に行われた聖筆会30周年記念祝賀会の祝辞において書海社ならびに松本芳翠を書の大家と紹介、賞賛しており、創玄書道会とは一線を画す中立的スタンスの会派である。
また、新倉禾亭、知久聖風、関口龍雲、らなどは書海社に籍を置きつつ、玄海社、洗心書会で役員、手本揮毫を兼務するなど、系列会派間における掛け持ちが行われていた。
現在、各会派は世代交代が進み、一般財団法人 書海社3代目理事長は谷村雋堂、洗心書会は新倉禾扇、日藝社は山崎知堂、鶴心書道会は煌心書道会へと名を変えて松﨑龍翠が理事長会長を務め、各会派間における関係性は無くなっている。

## 書風
隷書
いわゆる八分隷ではなく、古隷を土台にした独創性溢れる洒脱な書風。魅力的な書風だが、隷書の学書が出来ていないと単なる「デザイン隷書」に陥ってしまう危険性がある。
楷書
唐代の楷書を取り入れ、端整で秀麗な楷書は「芳翠流」といわれ今なお新鮮さを持って受け継がれている。時には鄭道昭風に、また時には六朝風と同一の書体で様々な作風で魅了した。代表作に「雄飛（大鵬一舉九萬里）」八尺作品があるが、現在所在不明である。
行書
いわゆる行楷であり、王羲之のような点画の連綿を殆どおこなわない。強いて古人の書風に近いのは張瑞図である。すべての点画が直線で構築され、時に繊細に時に暴れた書風を放出し、観る者を圧倒する。また、墨色と潤渇の難易度が極めて高く、芳翠自ら創意を重ねた書体であったためか弟子にも習うことを禁じ、自らの書風を模索するよう指導したと言う。
草書
どんなに作品にし難い詩文でも、華麗な作品にしてしまう「剛腕」を発揮するのが芳翠の草書であろう。孫過庭の「書譜」を土台にあらゆる古典を渉猟し、研鑽を重ねた草書は六十代を迎えて凄絶さを増す。隷草雑体作品「拈華微笑」や仮名のちらし書きを応用した「猿橋」といった新機軸を発揮したものや、大字作品を精力的に発表するなど草書ファンは多い。

## 節筆の研究
「書譜」を挙げ、フシ状の筆のつっかかりを「節筆（せっぴつ）」と命名したのは芳翠である。

## 著書など
- 書道入門 書海社 1933
- 楷書の習ひ方 大日本出版社峯文荘 1939 (書道実習講座)
- 楷書唐詩帖 大日本出版社峯文荘 1941 (国民書道講座)
- 草書指針 初等篇 駸々堂書店 1942
- 草書指針 応用篇 駸々堂書店 1942
- 行書指針 初等篇 駸々堂書店 1942
- 行書指針 臨書篇 駸々堂書店 1942
- 草書指針 臨書篇 駸々堂書店 1942
- 行書指針 応用篇 駸々堂書店 1942
- 草書唐詩帖 大日本出版社峯文荘 1943 (国民書道講座)
- 書道入門 日新社 1952
- 玄霊帖 駸々堂 1952
- 陸遊長歌行 五禾書房 1959 (昭和十六人集)
- 劫餘詩存 書海社 1960 漢詩集
- 臨池六十年 二玄社 1962
- 芳翠古稀心画 二玄社 1965
- 九成宮醴泉銘 二玄社 1986 (臨書手本 3)
- 芳翠書談 松涛社 1996